# سياسة التأشيرات في الأردن
سياسة التأشيرات في الأردن
يُمكن للزائر أن يحصل على تأشيرة الدخول إلى الأردن من أكثر من موقع، فالسفارات والقنصليات والمفوضات الأردنية تمنح الزائرين للأردن تأشيرة الدخول. ويمكن للزائر أن يحصل على التأشيرة في مطار الملكة علياء الدولي في عمّان، أو عبر المعابر الحدودية البحرية عبر خليج العقبة، أو البريّة، وهي مركز حدود الكرامة مع العراق، وكل من مركز حدود جابر ومركز حدود الرمثا مع سوريا، وكل من مركز حدود العمري، مركز حدود المدورة، ومركز حدود الدرة مع السعودية، والمعابر الممتدة على طول الحدود مع فلسطين التاريخية (جسر الملك حسين مع الضفة الغربية، وكل من جسر الشيخ حسين ومعبر وادي عربة مع إسرائيل). وتُمنح التأشيرة لمدة إسبوعين، ويمكن تجديدها لأكثر من ذلك في أي مركز من مراكز الشرطة المنتشرة في معظم مناطق المملكة، ولا يوجد لقاحات مطلوبة من الزائر لدى دخوله الأردن. كما أنه يُعفى مواطنيّ كل من فلسطين، لبنان، مصر، تونس، تركيا، ودول مجلس التعاون الخليجي من تأشيرة الدخول، بينما تُمنح لمعظم حملة الجنسيات الأوربيّة والآسيوية والأوقيانوسية والأمريكيتين وبعض الدول العربية الأخرى بمجرد الوصول إلى الأردن، مع بعض الاستثناءات.

## خريطة سياسة التأشيرات

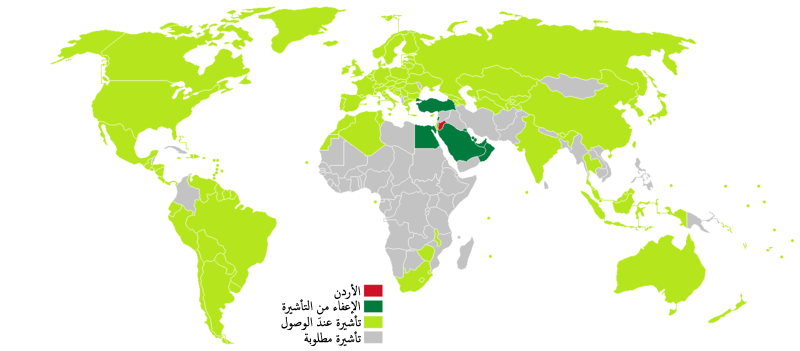
سياسة التأشيرات لدخول الأردن.

## وصلات خارجية
- الحصول على تأشيرة - مركز الاتصال الوطني | موقع الحكومة الإلكترونية الأردنية